# کیران گیبز
کیران جیمز ریکاردو گیبز (به انگلیسی: Kieran James Ricardo Gibbs) بازیکن فوتبال زادهٔ ۲۶ سپتامبر ۱۹۸۹ اهل انگلستان که سابقهٔ بازی در تیم ملی فوتبال انگلستان را در کارنامهٔ خود دارد. وی در تاریخ ۱۱ اوت ۲۰۱۰ نخستین بازی ملی خود را در مقابل تیم ملی فوتبال مجارستان انجام داد و با حضور در ۲ بازی ملی، در تاریخ ۱۷ نوامبر ۲۰۱۰ واپسین بازی ملی‌اش را در برابر تیم ملی فوتبال فرانسه برگزار کرد.